# Ecotoxicología
La ecotoxicología es el estudio del efecto de compuestos químicos tóxicos sobre los seres vivos, especialmente en cuanto a poblaciones, comunidades y ecosistemas. La ecotoxicología es un campo multidisciplinario, que integra la toxicología, la ecología y la química ambiental.
El objetivo de esta aproximación es ser capaz de predecir los efectos de la contaminación para la acción más eficiente y efectiva para prevenir o remediar cualquier efecto de deterioro ambiental que pueda ser identificado en aquellos ecosistemas que están perdiendo calidad ambiental por efecto de la contaminación u otras actividades humanas. Los estudios ecotoxicológicos pueden dar información para dar el mejor curso de acción para restablecer los bienes y los servicios ecosistemáticos.
La ecotoxicología difiere de la toxicología ambiental por su capacidad de integrar los efectos de los agentes de estrés a través de todos los niveles de organización desde los escala molecular hasta las comunidades y ecosistemas, mientras que la toxicología ambiental se enfoca en los efectos a escala individual o un nivel inferior; es decir, efectos estudiados en fisiología, histología, bioquímica y etología.

## Historia
La publicación en 1962 del libro Silent Spring de Rachel Carson catalizó la separación de la toxicología ambiental -y posteriormente , la ecotoxicología - de la toxicología clásica. El elemento revolucionario en el trabajo de Carson fue su extrapolación del efecto en un organismo individual a efectos en un ecosistema completo y el balance de la naturaleza.
El término "ecotoxicología" fue acuñado por René Truhaut en 1969 quién la definió como "una rama de la toxicología interesada con el estudio de los efectos tóxicos causados por contaminantes naturales o sintéticos sobre los constituyentes de los ecosistemas (incluidos humanos).
Aunque inicialmente dicho término fue asociado al estudio de los tóxicos antropogénicos, éste es ahora utilizado para describir la investigación hacia los efectos ecológicos de diversos agentes abióticos y bióticos. Asimismo, es utilizada en la integración de efectos secundarios de las actividades antropogénicas tales como acidificación del océano, resultante de la disolución del dióxido de carbono en las aguas superficiales de los océanos. Esto ha planteado que el foco original se extendió más allá de los efectos puramente toxicológicos. Van Straalen (2003) en particular, ha argumentado que este campo de la ciencia ha cambiado hacia el estudio del "Estrés Ecológico".

## Ecotóxico
Sustancias o desechos que, si se liberan, pueden tener efectos adversos inmediatos o a largo plazo en el medio ambiente debido a la bioacumulación o los efectos tóxicos en los sistemas biológicos.
La ecotoxicidad es la resultante del estrés de los tóxicos que actúan en el ambiente y podemos clasificar los contaminantes en dos tipos:
- Primarios: Se vierten desde los focos de emisión al ambiente
- Secundarios: Se forman en el ambiente por reacciones químicas (síntesis, oxidación, fotólisis o hidrólisis)

La contaminación la podemos clasificar en natural o antropogénica.
Las causas de la contaminación natural podemos destacar la biología (protozoos, hongos, vegetales, virus, bacterias), física (radiaciones ionizantes y no ionizantes, campos magnéticos, calor) y la química (metales, no metales, gases, plásticos, pesticidas, hidrocarburos)
Las causas de la contaminación antropogénica son debidas a las actividades productivas, actividades no productivas y los procesos sociales y culturales.

## Ecotoxicidad terrestre, marina y atmosférica
Hay factores que intervienen en la ecotoxicidad terrestre provocando el deterioro del suelo, como inadecuados sistemas de utilización, conflictos socioeconómicos (incendios, incorporaciones sucesivas de biocida, metales pesados, solventes, plásticos, etc.) y el estado y situación previa del suelo. 
Con referencia a la contaminación hídrica, la cual interviene en la ecotoxicidad marina, debemos señalar que el agua lleva presente contaminantes en suspensión o disueltos en ella, pudiendo destacar microbios, detergentes sintéticos y contaminantes metálicos. El principal problema en cuanto a lo referente de la contaminación hídrica es la facilidad que presentan algunas especies para concentrarlo en su organismo, como por ejemplo los  túnidos.
Si nos referimos a la contaminación atmosférica, encontramos los principales contaminantes en forma de gas, o bien como pequeñas partículas sólidas o líquidas suspendidas en el aire. El transporte de estos productos se encuentra sometido a fenómenos atmosféricos que resultan impredecibles. Algunos ejemplos los constituyen el dióxido de carbono, o el plomo, que es lanzado a la atmósfera y se encuentra particularmente concentrado en zonas urbanas.

## Monitoreo ambiental y biológico
La ecotoxicología requiere de herramientas para realizar sus investigaciones. Las dos principales son el monitoreo ambiental y el monitoreo biológico.
Con el monitoreo ambiental, se establecen las formas mediante las cuales se liberan los compuestos y su destino en el medio ambiente. Con él, detectamos y cuantificamos la presencia de contaminantes en diferentes compartimentos (aire, agua, suelo y sedimentos). Para hacer un buen monitoreo ambiental, debe tomarse un muestreo representativo, utilizar técnicas adecuadas para la recolección y preservación de las muestras y métodos apropiados de extracción y análisis.
El monitoreo biológico en ecotoxicología evalúa los efectos de los contaminantes sobre individuos, poblaciones, comunidades y ecosistemas. Pueden ser pruebas de laboratorio o estudios de campo.
En las pruebas de laboratorio, se administra un compuesto a una especie particular en condiciones controladas. Presenta la ventaja de simplificar el sistema, y ser capaz de establecer mejor los efectos atribuibles a una sustancia, pero no tiene en cuenta la interacción con otros organismos y compuestos, así como con factores ambientales, lo que dificulta la extrapolación. Suele realizarse sobre fracciones subcelulares, cultivos celulares, tejidos u organismos aislados para medir efectos sobre la viabilidad o la reproducción celular.
Los estudios de campo sin embargo evalúan los impactos de los contaminantes sobre los organismos que representan distintos niveles tróficos, bajo las condiciones reales. Se ha de considerar por tanto el efecto de todas las sustancias presentes y sus interacciones (adición, sinergia o antagonismo) y los efectos sobre factores climáticos (Tª, pH, humedad, salinidad, radiación...). Estos estudios miden variaciones que se salen de la normalidad, si bien a veces es difícil establecer cuál es la variación natural en tiempo y en espacio. Este tipo de estudios evalúan situaciones como reducción de la productividad, reducción de la generación de biomasa, disminución del número y la distribución de especies, cambios en la estructura trófica...

## Bioensayos
Un bioensayo es una prueba que permite establecer la naturaleza y magnitud del efecto que tendrá sobre organismos o sistemas biológicos cuando son expuestos a un agente  determinado. Estos agentes pueden ser muestras de agua, suelo o sedimentos, efluentes domésticos o industriales, etc. Muchos se han desarrollado para el monitoreo ambiental, con diversas aplicaciones, como puede ser el establecimiento de niveles permisibles de contaminantes liberados, de lugares de limpieza prioritaria, de impactos ambientales (gracias al uso de organismos biomarcadores), evaluación y predicción del efecto de nuevos productos, biodisponibilidad y bioconcentración de contaminantes.

## Biomarcadores
Los  biomarcadores son indicadores bioquímicos, fisiológicos o ecológicos de estrés físico, químico o biológico en los organismos y sus poblaciones. Gracias a ellos, se pueden evaluar de forma temprana los efectos de los contaminantes.
| Nivel de organización | Respuesta |
| --------------------- | --- |
| Molecular             | Expresión de genes de estrés                                                                                             |
| Celular               | Incremento en la actividad de proteínas relacionadas con el estrés o enzimas involucradas en procesos de destoxificación |
| Organismo completo    | Daños histológicos |
| Poblaciones           | Tasas de supervivencia, crecimiento y mortalidad                                                                         |
| Comunidades           | Cambios en la diversidad y abundancia de especies                                                                        |

### Ejemplo de biomarcador: La lombriz de tierra como marcador de contaminación edáfica por plomo
La  lombriz de tierra representa una parte importante de la biomasa del suelo. Este animal es capaz de tolerar concentraciones altas de metales en sus células. Por esto mismo, tienen interés como biomarcadores de la contaminación del suelo y particularmente de metales pesados. Un estudio al respecto concluyó que el tejido clorágeno y el epitelio intestinal de la lombriz de tierra presentan cambios histopatológicos a la contaminación por plomo, cambios que pueden ser considerados como biomarcadores de la exposición a metales pesados.

## Principales productos ecotóxicos

### Metales pesados
Los  metales pesados se acumulan en el suelo y en el agua, donde modifican el pH. Pueden entrar en la cadena trófica a través del propio agua o siendo absorbidos por algunas plantas. Forman complejos estables con moléculas orgánicas, lo que afecta al funcionamiento de las células y a los sistemas vitales de animales y plantas. Pueden provocar alteraciones genéticas, daños en la reproducción y cáncer. Algunos actúan como disruptores endocrinos.

### Plaguicidas
La enorme diversidad de productos químicos que suponen los  plaguicidas abarca un gran número de efectos perniciosos para la salud. Los más peligrosos, son los organoclorados y organofosforados, sobre todo los primeros, por su capacidad de acumularse largo períodos de tiempo sin degradarse. Actualmente se trabaja en el desarrollo de plaguicidas menos agresivos (imidazolinonas, piretroides), pero los riesgos siguen existiendo.

### Disolventes organoclorados
Tienden a evaporarse con facilidad y tardan mucho en degradarse, acumulándose en plantas y animales. Muchos son carcinógenos o disruptores endocrinos. Por ejemplo:
El cloroformo, que se degrada en compuestos tóxicos que actúan como disruptores endocrinos.
El 1,1,1-tricloroetano, que tiende a evaporarse a la atmósfera, degrada la capa de ozono y se degrada a compuestos tóxicos carcinógenos en animales.

### Otros
Otros compuestos con potencial ecotóxico son:
Los inhibidores de llamas halogenados, compuestos organobromados como los bifenilos polibromados y el deca, octa y pentadifeniléter, que son precursores de dioxinas y furanos. Son sustancias persistentes y bioacumulativas, y se transportan en largas distancias. Dinamarca y Suecia ya están adoptando planes para su sustitución. Las parafinas cloradas, que también se usan para estos fines, actúan como disruptores endocrinos.
Los compuestos organoestánicos (copolímero de tributilestaño y óxido de tributilestaño), que se utilizan en la fabricación de pintura para barcos. Afectan a organismos acuáticos a concentraciones apenas detectables, afectando a su diferenciación sexual o presentando anomalías del crecimiento. Muchos países ya lo han prohibido.
El pentaclorofenol, sustancia que se utiliza en el tratamiento de la madera. Los metabolitos o la radiación solar lo degradan a compuestos tóxicos, pudiendo llegar a ser perjudicial para las personas. Presenta posibles efectos carcinógenos. Compuestos con  PCP pueden liberar dioxinas si son expuestos al sol o se incineran.

## Lectura adicional
- Connell, Des et al. (1999). Introduction to Ecotoxicology. Blackwell Science. ISBN 0-632-03852-7.